# جنگ هولاکو و برکه
جنگ هولاکو و برکه یک نبرد بین دو رهبر مغول، برکه خان از اردوی زرین و هولاکو خان از ایلخانان بود. این جنگ بیشتر در منطقه کوه‌های قفقاز در دهه ۱۲۶۰ پس از ویرانی بغداد در سال ۱۲۵۸ انجام شد. این جنگ با جنگ داخلی تولی در امپراتوری مغول بین دو عضو خانواده تولی خان، یعنی قوبلای خان و اریق بوقا صورت گرفت، که هر دو ادعای عنوان خاقان را داشتند، هم‌پوشانی دارد. قوبلای با هولاکو متحد شد، در حالی که اریق بوقا با برکه متحد شده بود. هولاکو برای انتخاب خاقان جدید برای جانشینی منگوقاآن عازم مغولستان شد، اما شکست نبرد عین جالوت از مملوک‌ها او را مجبور کرد از خاورمیانه عقب‌نشینی کند. پیروزی ممالیک به برکه جرأت داد تا به ایلخانان حمله کند. جنگ برکه و هولاکو و جنگ داخلی تولی و همچنین جنگ بوقا و قوبلای در پی آن، نقطه‌ای کلیدی در تجزیه امپراتوری مغول پس از مرگ منگوقاآن، چهارمین خان بزرگ امپراتوری مغول بود.

## پیش زمینه
در سال ۱۲۵۲، برکه به اسلام گروید و در سال ۱۲۵۷ پس از مرگ اولاغچی، قدرت را در اردوی زرین به دست گرفت. او مانند برادرش باتو به خان بزرگ منگوقاآن وفادار بود. هولاکو با اینکه از مسلمان شدن برکه آگاه بود، پس از فتح ایران، بغداد را در سال ۱۲۵۸ ویران کرد، بین‌النهرین را به امپراتوری مغول اضافه کرد، به سمت شام و سلطان‌نشین ممالیک پیش‌روی کرد و جنگ فرسایشی را علیه سلطان‌نشین ممالیک آغاز کرد. برکه با حمله‌های هولاکو به سرزمین‌های اسلامی خشمگین شد و به عنوان یک اقدام مقدماتی، برادرزاده خود نوقای‌خان را به حمله به لهستان در سال ۱۲۵۹ هدایت کرد تا غنایمی را برای تأمین مالی جنگ جمع‌آوری کند. چندین شهر لهستان از جمله کراکوف و ساندومیژ غارت شدند. برکه سپس با سلطان سیف‌الدین قطز مملوک و بعداً سلطان بیبرس مصر ائتلاف کرد.
در همان سال، منگوقاآن در طی یک عملیات نظامی در چین درگذشت. رشیدالدین فضل‌الله همدانی مورخ مسلمان از برکه خان نقل می‌کند که در اعتراض به حمله به بغداد به منگوقاآن پیام زیر را فرستاد کرد (و نمی‌دانست که منگوقاآن در چین مرده‌است): "او (هولاکو) همه شهرهای مسلمانان را غارت کرده‌است. به یاری الله او را به خاطر این همه خون بی‌گناه بازخواست خواهم کرد.»
با اینکه برکه مسلمان بود، در ابتدا در برابر ایده مبارزه با هولاکو از برادری مغول مقاومت نشان داد. او گفت: «مغول‌ها با شمشیر مغول کشته می‌شوند. اگر متحد بودیم، همه دنیا را فتح می‌کردیم.» اما وضعیت اقتصادی اردوی زرین در اثر اقدامات ایلخانان، او را به اعلان جهاد کشاند؛ زیرا ایلخانیان ثروت شمال ایران و خواسته‌های ایلخانان را در چنگ می‌کشیدند. برای اینکه گروه اردوی زرین به ممالیک برده نفروشند

## جنگ
در سال ۱۲۶۰، در حالی که هولاکو در مغولستان بود تا در جانشینی خان بزرگ جدید پس از مرگ منگوقاآن شرکت کند، جانشینان هولاکو در خاورمیانه، در نبرد عین جالوت از مملوک‌ها شکست خوردند. با شنیدن این خبر، هولاکو شروع به آماده شدن برای انتقام شکست کرد. دو سال بعد او به سرزمین خود در ایران بازگشت، اما هنگامی که برکه تهدید به جنگ علیه پسر عمویش را انجام داد تا انتقام غارت بغداد را بگیرد، حواسش از این موضوع پرت شد و از حمله به ممالیک خودداری کردد. برکه دوباره نوقای‌خان را برای انجام یک سری حملات - این بار شناسایی‌های متعدد در منطقه قفقاز - آغاز کرد که هولاکو را با اکثریت نیروهایش به شمال کشاند. برکه همچنین نگودار را به شرق افغانستان و غزنی فرستاد و زمین‌های تحت کنترل ایلخانان را پس گرفت.
هولاکو به برادرش قوبلای وفادار بود، اما درگیری با پسر عموی آنها برکه، حاکم اردوی زرین در شمال غربی امپراتوری، در سال ۱۲۶۲ آغاز شد. مرگ مشکوک شاهزادگان جغتایی در خدمت هولاکو، توزیع نابرابر غنائم جنگی و قتل‌عام مسلمانان توسط هولاکو، خشم برکه را افزایش داد، که به فکر حمایت از شورش پادشاهی گرجستان علیه حکومت هولاکو در سال‌های ۱۲۵۹–۱۲۶۰ بود. برکه همچنین با ممالیک مصر علیه هولاکو ائتلاف کرد و از رقیب قوبلای‌خان، اریق بوقا، حمایت کرد.
قوبلای‌خان لشکری را زیر نظر اباقا فرستاد تا به اردوی زرین حمله کند، در حالی که آریق بوکه نوقای را برای حمله به ایلخانان فرستاد. هر دو طرف شکست‌های فاجعه باری را متحمل شدند. هولاکو از طریق گذرگاه دربند علیه برکه به سمت شمال حرکت کرد. در سواحل رود ترک، ارتشی از اردوی زرین به فرماندهی نوقای در کمین او قرار گرفت و ارتش او در نبرد رودخانه ترک (۱۲۶۲) شکست خورد و هزاران نفر از ارتش او در اثر شکسته شدند یخ رودخانه کشته شدند. هولاکو متعاقباً به آذربایجان عقب‌نشینی کرد.
اریق بوقا در ۲۱ اوت ۱۲۶۴ در شانگدو تسلیم قوبلای شد، پس از آن حاکمان اردوی زرین و خانات جغتای پیروزی و حکومت قوبلای را پذیرفتند، پس از آن قوبلای مقدمات تسخیر سلسله سونگ را آغاز کرد.
هنگامی که امپراتوری بیزانس، متحد ایلخانان، فرستادگان مصری را به اسارت گرفت، برکه ارتشی را از طریق بلغارستان که دست نشانده او بود فرستاد که باعث آزادی فرستادگان و سلطان سلجوقی کیکاووس دوم شد. او تلاش کرد تا با استفاده از کیکاووس ناآرامی‌های مردمی را در آناتولی به راه بیندازد اما ناکام ماند. در نسخه رسمی جدید تاریخ خانواده، قوبلای خان از نوشتن نام برکه به عنوان خان اردوی زرین به دلیل حمایت او از اریق بوقا و جنگ با هولاکو خودداری شد، با این حال، خانواده جوچی به‌طور کامل به عنوان اعضای خانواده قانونی شناخته شدند.
قوبلای خان همچنین هولاکو را با ۳۰۰۰۰ سرباز مغول تقویت کرد تا بحران‌های سیاسی در خانات‌های غربی را تثبیت کند. به محض مرگ هولاکو در ۸ فوریه ۱۲۶۵، برکه برای عبور از نزدیک تفلیس به راه افتاد، اما او در راه درگذشت. در عرض چند ماه پس از مرگ او، الغو خان خانات جغتای نیز درگذشت. با این وجود، این خلاء ناگهانی قدرت، کنترل قوبلای را بر خانات‌های غربی تا حدودی کاهش داد.

## عواقب
این دومین جنگ علنی بین مغول‌ها بود، اندکی پس از آغاز جنگ داخلی تولی بین قوبلای خان و اریق بوقا. پیش از آن تنش‌هایی بین باتوخان و گیوک خان وجود داشت که می‌توانست به یک جنگ بزرگ تبدیل شود، اما مرگ گیوک خان باعث جلوگیری از این جنگ شد. همراه با جنگ بین قوبلای خان و اریق بوقا، برکه و هولاکو هم تنش‌هایی را ایجاد کردند که در قالب جنگ‌های بعدی بین خانات مغول و حتی در داخل خانات‌ها تکرار شد، مانند درگیری‌های اباقا و براق در سال ۱۲۷۰، کایدو و قوبلای خان در دهه‌های ۱۲۷۰ و ۱۲۸۰، توقتا و نوقای در اواخر دهه ۱۲۹۰ و جنگ بین دوا و چاپار در اوایل قرن چهاردهم. این جنگ، همراه با حمله دوم به لهستان، ظهور نوقای خان در اردوی زرین را نیز آغاز شد او پس از مرگ برکه، روز به روز قدرتمندتر شد و به پادشاه اردوی زرین تبدیل شد.